# Chudania guangxiana
Chudania guangxiana är en insektsart som beskrevs av Dai och Zhang 2005. Chudania guangxiana ingår i släktet Chudania och familjen dvärgstritar. Inga underarter finns listade i Catalogue of Life.